# 奥科
奥科（西班牙語：Oco）是西班牙纳瓦拉的一个市镇。总面积3平方公里，总人口81人（2001年），人口密度27人/平方公里。